# Лемос, Педро Фернандес де Кастро
Педро Фернандес де Кастро Андраде и Португаль 7-й граф Лемос (исп. Pedro Fernández de Castro, Andrade y Portugal; 1576, Монфорте-де-Лемос, Испания — 19 октября 1622, Мадрид, Испания) — испанский государственный деятель и дипломат из рода Кастро.
Занимал пост президента Совета Индий, пост вице-короля Неаполя, был президентом Верховного Совета Италии, командором ордена Алькантары. Также был чрезвычайным послом в Риме и главным альгвасилом королевства Галисия. Известен прежде всего своими качествами государственного деятеля, как выдающийся интеллектуал и меценат золотого века Испании, а также отстаиванием автономии Галисии в составе испанской монархии.
Титулатура: 7-й граф Лемос, 4-й маркиз де Сарриа, 5-й граф де Вильальба, 3-й граф де Андраде, гранд Испании первого класса. Остался в испанской историографии как великий граф Лемос (El Gran Conde de Lemos). Кардинал Родриго де Кастро Осорио приходился ему двоюродным дедом.

## Президент Совета Индий
В 27 лет (1603 г.) король Испании Фелипе III назначил его председателем Совета Индий, напутствовав словами "быть достойным должности и достойным самого себя". Граф начал политику, направленную на улучшение народов, находящихся в его юрисдикции, открытию торговых путей и поощрению прогресса. Составил обращение к королю, прося его предоставить свободу индейцам, тщательно обосновав причины, которые побудили его к такому прошению. 26 мая 1609 года Фелипе III издал королевский наказ, удовлетворяющий это прошение. Но обнародованное распоряжение не имело той точности и охвата, которых хотел граф и в письме к своему слуге он писал относительно индейцев:

Они привыкли выносить великие притеснения, как от своих энкомьендеро, так и в своих трудовых повинностях. Благодаря богу, что ваша милость видит тех, кто меня столь заботит и не сделает для них ничего, кроме того, чтобы слали меньше денег в Испанию в обмен на то, чтобы они жили без обиды и в спокойствии.Оригинальный текст (исп.)Suelen padecer grandes vejaciones, así por cuenta de sus encomenderos como también en el servicio de los obrajes. Por reverencia de Dios, que vuesa merced mire mucho por esos que me tocan y no se le dé nada que venga menos dinero a España, a trueque de que ellos vivan sin agravio y con comodidad

## Вице-король Неаполя
21 августа 1608 года назначен Вице-королём Неаполя. В этот период назначил своим личным секретарём Луперсио Леонардо де Архенсола, отвергнув кандидатуру Мигеля де Сервантеса и многих других. Его первые действия в новой должности были направлены на обеспечение безопасности жителей Неаполя от всюду хозяйничающих разбойников, запугавших население; затем, издал законы, урегулировавшие активность кредиторов и ликвидировавшие ростовщичество. Упразднил излишние посты в администрации. Боролся за уничтожение огромного социального неравенства, улучшая положение самых нуждающихся слоёв населения и привёл в порядок хронологический хаос, возникший из-за сосуществования в Неаполе четырёх календарей. Среди прочих деяний возвёл университет, здание публичных школ, иезуитскую коллегию и создал знаменитую литературную академию «Degli Oziosi», («De los ociosos»), предоставив ей обширную библиотеку.

## ПрезидентВерховного Совета Италии[исп.]
Эпоха, когда граф Лемосский пребывал в должности президента Совета Италии, также отмечена духом технократа, хорошего администратора и а также филантропа, но также и была означена дворцовыми интригами плетущимися против графа, главным инициатором которых был герцог Уседа, который вместе с графом Оливаресом (впоследствии ставшим графом-герцогом), составляли заговор против герцога Лермы и его главного протеже, герцога Лемосского. Интриги привели к тому, что постоянные требования графа, добивавшегося голосов в пользу Галисии на кортес, прошли безуспешно, что привело к его отчаянию, и в конце концов уходу в отставку и уединению в своём дворце в Монфорте-де-Лемос. Это уединение, которое позже стало вынужденным, потеряв королевскую милость, когда впал в немилость и сам герцог Лерма.

## Меценатская деятельность
В 1598 году, когда маркиз де Сарриа, будущий граф Лемос искал достойного человека, чтобы помочь ему в личных делах, то встретил Лопе де Вегу, который пошёл к нему на службу. Так один из самых важных писателей Золотого века станет личным секретарем графа. «Я, который так часто у ваших ног, как верная собака, спал», сказал Лопе в своём знаменитом послании.
Он был важным покровителем и меценатом великих писателей своей эпохи: Луиса де Гонгора, Мигеля Сервантеса, который посвятил ему своих "Персилеса и Сихисмунду", второй том "Дона Кихота", Лопе де Вега, "Назидательные новеллы", а также Луперсио Леонардо де Архенсола и Франсиско де Кеведо, назвавшего его Честью нашего времени.
Существует множество писем, стихов, посвящений и других свидетельств, которые показывают большую степень признания графом интеллектуальной элиты. Через них мы узнаем, о сильной и искренней дружбе, которая превосходила отношения между покровителями и деятелями искусства, и в частности объединила его с Сервантесом и Лопе.
Неаполитанский экономист Антонио Серра посвятил ему «Краткий трактат о средствах снабдить в изобилии золотом и серебром королевства, которые их не добывают» (итал. Breve trattato delle cavse che possono far abbondare li regni d’oro e d’argento dove non sono miniere), написанный в неаполитанской тюрьме (куда он попал вместе с Томмазо Кампанелла за участие в антииспанском заговоре).